# Toon Oprinsen
Antonius Adrianus Henricus „Toon“ Oprinsen (* 25. November 1910 in Tilburg; † 14. Januar 1945 in Vught; in manchen Aufzeichnungen auch falsch als Toon Prins) war ein niederländischer Fußballspieler und Teilnehmer an der Weltmeisterschaft 1934 in Italien.
Oprinsen spielte in den 1930er Jahren für die TSV NOAD aus Tilburg in der höchsten Spielklasse. 1934 gehörte der Mittelfeldspieler dem Kader der niederländischen Nationalmannschaft an. Nachdem er im Frühjahr 1934 zunächst dreimal auf der Ersatzbank Platz nehmen durfte, gab er am 10. Mai 1934 sein Debüt in Oranje. In Amsterdam lief er gegen Frankreich als Ersatzmann für Wim Anderiesen auf. Die Niederländer verloren mit 4:5. Die Partie verlief für Oprinsen zwar „eigentlich nicht schlecht“, doch konnte er Anderiesen nicht vollwertig ersetzen. Auch bei der Weltmeisterschaft in Italien gehörte er zum Kader, kam jedoch im einzigen Spiel, der 2:3-Niederlage gegen die Schweiz, nicht zum Einsatz. Nach der WM verzichtete die Auswahlkommission unter Karel Lotsy auf den Tilburger, so dass das Match gegen Frankreich sein einziges Länderspiel blieb.